# Affaire du Sentier II
L'affaire du Sentier II est le nom donné à un circuit de blanchiment d'argent centré sur la France et permettant à des personnes ou à des commerçants de dissimuler un délit initial (comme une fraude fiscale), en échangeant, moyennant une rétribution, des chèques contre de l'argent liquide. Les sommes en jeu atteignent plusieurs millions d'euros.

## Déroulement
Ces chèques sont encaissés en Israël où la réglementation permet de faire endosser un chèque contre le versement de sommes en espèces par une autre personne que son destinataire. Les chèques étaient ensuite renvoyés aux banques correspondantes en France.
Le nom de cette affaire où plus de 120 personnes ont participé à une importante cavalerie financière vient du fait qu'elle a été découverte à la suite de "l'affaire dite du Sentier" où 85 personnes ont été condamnées, qui était une escroquerie au préjudice de banques et de compagnies d'assurances au milieu des années 1990, et dont le nom vient du quartier du Sentier à Paris.

## Procès
La Société générale, la Société marseillaise de crédit, la Barclays France et la Banque nationale du Pakistan sont renvoyées en correctionnelle. Un ancien procureur adjoint au parquet de Bobigny est également renvoyé devant la justice. Xavière Simeoni, juge d'instruction du pôle financier du tribunal de Paris renvoie les personnes et sociétés devant le tribunal correctionnel pour « trafic d'influence, corruption passive, blanchiment aggravé et recel de fonds provenant d’abus de biens sociaux ».
Après plus de sept années de procédure, un procès fleuve s'est tenu entre février et juin 2008, procès clôturé par un jugement du Tribunal de Grande instance de Paris, en date du 11 décembre 2008. Cette décision de justice a eu pour principal mérite de clarifier les limites de la responsabilité des banques en matière de blanchiment d'argent. Il s'agissait en effet, pour les magistrats de la 11e chambre du tribunal correctionnel de confirmer que l'élément intentionnel - c'est-à-dire la connaissance par la banquier de la fraude et son intention de la dissimuler - caractérise le délit de blanchiment. Très simplement, il est impossible, selon les juges, de commettre un délit alors que l'on ignore... qu'il existe ! Si les banques - et leurs employés - ignorent l'origine frauduleuse des sommes en cause, le reproche de "concours par un professionnel à une opération de blanchiment" tombe, aucune faute de nature pénale ne pouvant leur être imputée. Cette affirmation semble évidente mais c'est bien ce problème qui sous-tend tout le dossier du "Sentier II".
Le principal reproche fait aux banques françaises par les magistrats instructeurs visait en effet l'insuffisance des contrôles effectués sur des chèques de faible montant, notamment en ce qui concerne l'existence, au verso du chèque, de plusieurs "endos" (le visa du bénéficiaire du chèque). Cette pratique - sauf cas particuliers - est illégale et dans cette affaire, dissimulait un système de fraude fiscale de grande ampleur. Outre la difficulté de contrôler chèque par chèque les cinq milliards de formules signées par les clients des établissements financiers chaque année, la profession bancaire a fait valoir qu'un éventuel défaut de vigilance relève de la compétence des autorités de contrôle (Commission Bancaire, Banque de France) et non du juge pénal. C'est cette thèse qui a finalement été retenue par les magistrats du TGI de Paris.
Le jugement, très cohérent par rapport à ces principes, innocente deux banques (la Société Générale et Barclays France) ainsi que leurs dirigeants respectifs et les employés mis en cause et condamne à une amende deux établissements, la Société Marseillaise de Crédit et la Banque Nationale du Pakistan.